# Apeadeiro de Cotas

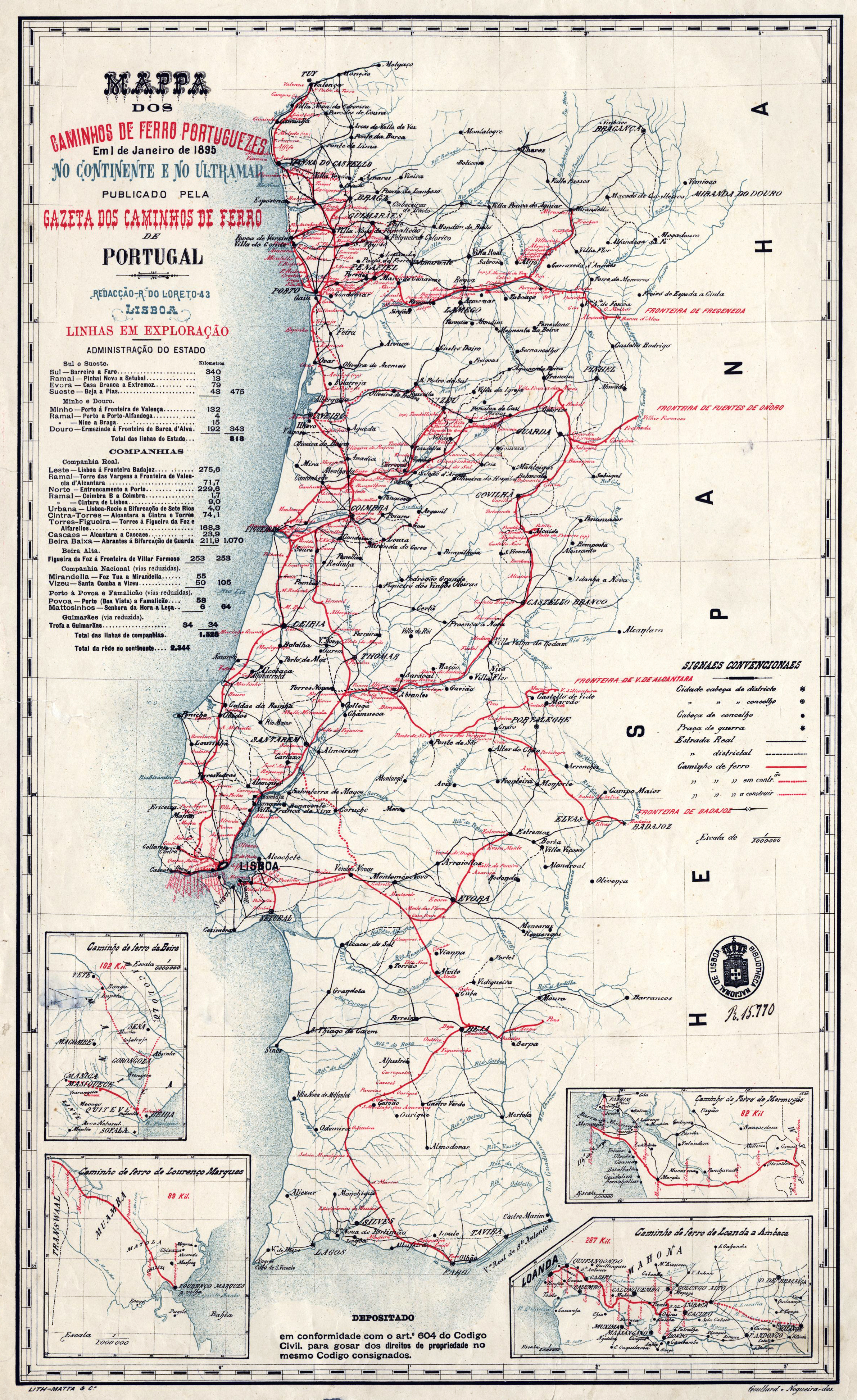
Mapa dos caminhos de ferro em Portugal em 1895, onde se pode ver o apeadeiro de Cottas, entre Pinhão e S. Mamede Tua.

A designação de apeadeiro de Cotas (nome anteriormente grafado como "Cottas") refere-se a duas interfaces encerradas da Linha do Douro, que serviram nominalmente a localidade de Cotas, no concelho de Alijó, em Portugal.

## Descrição

### Localização e acessos
Apesar da localidade nominal distar, para nornordeste, apenas dois quilómetros do local do apeadeiro, a acidentada orografia local e o desnível de mais de 400 m determinam um percurso viário de mais de seis quilómetros, mormente via caminhos vicinais.

## História
Ambos os apeadeiros situavam-se no lanço entre Pinhão e Tua da Linha do Douro, que abriu à exploração em 1 de Setembro de 1883. A estação fez parte da linha desde o princípio, sendo então denominada Cottas.
Num artigo publicado na Gazeta dos Caminhos de Ferro de 1 de Dezembro de 1932, o Visconde de Alcobaça relatou que a estação não conta com quaisquer acessos rodoviários à localidade de Cotas.
O edifício de passageiros situava-se do lado norte da via (lado esquerdo do sentido ascendente, para Barca d’Alva). Em 1984 esta interface tinha ainda a classidicação de estação, mas em 1985 era já classificada como apeadeiro.

Entretanto, foi construída e inaugurada nova infraestrutura, a cerca de meio quilómetro para poente. Essa interface serviu até 20 de Outubro de 2011, quando foi oficialmente eliminada da rede ferroviária.